# Wielwebkaardespinnen

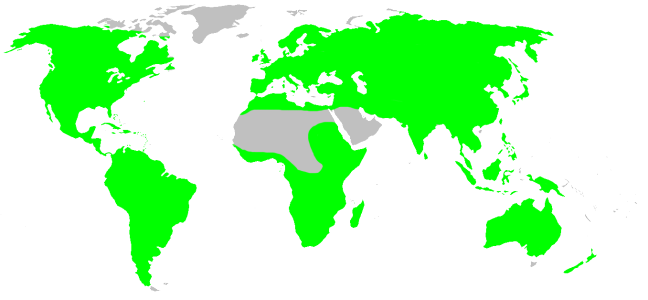
Verspreiding van de wielwebkaardespinnen.

Wielwebkaardespinnen (Uloboridae) zijn een familie van spinnen. De familie telt 18 geslachten met daarin 262 beschreven soorten.

## Geslachten
- Ariston O. P-Cambridge, 1896
- Astavakra Lehtinen, 1967
- Conifaber Opell, 1982
- Daramulunia Lehtinen, 1967
- Hyptiotes Walckenaer, 1837
- Lubinella Opell, 1984
- Miagrammopes O. P.-Cambridge, 1870
- Octonoba Opell, 1979
- Orinomana Strand, 1934
- Philoponella Mello-Leitão, 1917
- Polenecia Lehtinen, 1967
- Purumitra Lehtinen, 1967
- Siratoba Opell, 1979
- Sybota Simon, 1892
- Tangaroa Lehtinen, 1967
- Uloborus Latreille, 1806
- Waitkera Opell, 1979
- Zosis Walckenaer, 1842